# Ram Niwas Mirdha

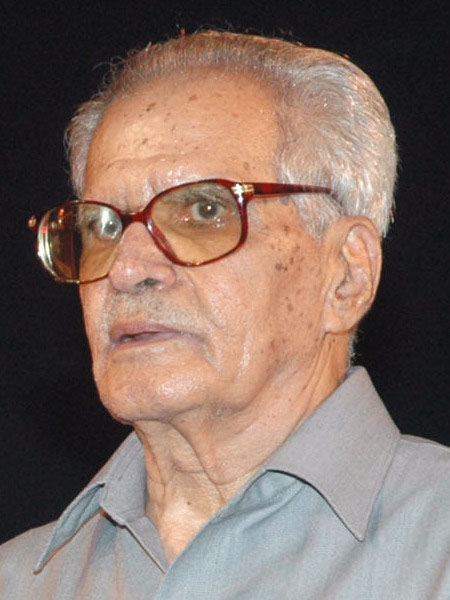
Ram Niwas Mirdha

Ram Niwas Mirdha (Kuchera, 24 augustus 1924 – 29 januari 2010) was een Indiaas politicus voor de Congrespartij.
Mirdha was van 1954 tot 1967 lid van de wetgevende vergadering van Rajasthan, van 1957 tot 1967 als "speaker". In de jaren 1970 en 1980 was hij minister in de Indiase regering en werd hij lid van de Lok Sabha.

## Ministeriële functies

### Regering vanRajasthan
- Minister voor landbouw, irrigatie en verkeer (1954–1957).

### Federale regering van India
- Unieminister voor binnenlandse aangelegenheden, departement personeel en bestuurlijke hervormingen (1970-1974),
- Unieminister van defensieproductie (1974-1975)
- Unieminister van bevoorrading en herstel (1975-1977),
- Minister van water (1983-1984),
- Minister van buitenlandse aangelegenheden (1984),
- Minister van transport (1985-1986),
- Minister van textiel, met bijkomende opdracht voor volksgezondheid en gezinswelzijn (1985-1989)